# Cryptophagus lapponicus
Cryptophagus lapponicus är en skalbaggsart som beskrevs av Leonard Gyllenhaal 1827. Cryptophagus lapponicus ingår i släktet Cryptophagus, och familjen fuktbaggar. Arten är reproducerande i Sverige.